# Mgła
Мгла (пољски Mgła, превод: Магла) је пољски блек метал бенд из Кракова.

## Историја
Првобитно основан као студијски пројекат 2000. године у Кракову од стране вокалисте и мулти-инструменталисте Миколаја "М." Жентара и бубњара Дариуша "Дарена" Пипера, чланова бенда Кригсмашин. Заједно су снимли две необјављене демо песме, сплит-албум Crushing the Holy Trinity у сарадњи са бендовима Детспел Омега, Кландестин Блејз, Стабат Матер, Ексордијум и Муста Сурма, као и 2 ЕП-а - Presence i Mdłości. Дарен је напустио бенд 2006. након чега га је заменио Маћеј Ковалски. Бенд је потписао уговор са издавачком кућом "Northern Heritage Records" 2008. под чијим именом су издали све досадашње албуме.
Након објављивања њиховог трећег студијског албума With Hearts Towards None 2012, заједно са новим члановима, басистом "The Fall" и гитаристом "Silencer", бившим члановима бенда Медико Песте, бенд је започео своју прву турнеју. 2015, Silencer је напустио бенд и на његово место ступио је Е.V.T, такође некадашњи члан бенда Медико Песте. Ова турнеја, која је обухватала наступе на једним од најпознатијих метал фестивала, као што су: Nidrossian Black Mass у Белгији, Brutal Assault у Чешкој и Dark Easter Metal Meeting and Party San у Немачкој, помогла је бенду да привуче огромну пажњу. У периоду од 2015. до 2016, наступали су заједно са Мико Аспиновим бендом Кландестин Блејз.
Двадесет првог октобра 2018. Заједно са изласком трећег албума Кригсмашина, бенд је за 2019. такође најавио излазак њиховог четвртог по реду студијског албума, 3. августа објавили су да ће име новог албума бити Age of Excuse и упоред с тим објавили нову песму Age of Excuse II на Јутјуб каналу No Solace. Албум Age of Excuse изашао је у продају 2. септембра 2019. на CD-у као и на Бендкампу. У семптембру 2019. бенд је одржао Европску турнеју у знак подршке свом новом албуму, а такође су за 2020. најавили своју прву турнеју у Латинској Америци.

## Спор
Године 2019. бенд је отпутовао на европску турнеју заједно са бендом Ривенџ, и гостујућим групама Думбрингер и Деус Мортем, што је довело до контроверзе и два отказана концерта у Минхену и Берлину након што је антифа група " "Linkes Bündnis gegen Antisemitismus München" (српски: Левичарски савез против антисемитизма у Минхену покренула бојкот против бенда због њихе наводне везе са разним националсоцијалистичким блек метал уметницима, оптужујући их за расизам и антисемитизам. Група је навела да је Мгла потписала уговор са Мико Аспином издавачком кућом "Northern Heritage Records", који је уско повезан са националсоцијалистичком блек метал сценом у Финској и широм Европе, затим повезаност са пољским блек метал бендом са којим уједно држе турнеју Деус Мортем, чији су чланови повремено наступали са отворено националсоцијалистичким блек метал бендовима Хонор и Тандерболт, као и Миколај Жентаровим некадашњим пројектом "Leichenhalle", где један албум тог пројекта носи назив “Judenfrei” (Без Јевреја). Мгла је демантовала оптужбе и поднела тужбу против "Linkes Bündnis" и сајтова који су објављивали оптужбе против бенда. које је бенд описао као лажне. Бенд је замолио фанове да поделе "клеветничке публикације" и подрже њихов случај, нудећи извињење и попусте на њиховом веб-сајту онима који су планирали да дођу на њихове отказане концерте.

## Састав

### Садашњи чланови
- М. (Миколај Жентара) - главни вокал, ритам гитара, бас гитара (само у студију), соло гитара (само у студију) (2000-данас)
- Darkside (Маћеј Ковалски) - бубњеви, перкусија (2006-данас)

### Бивши чланови
- Daren (Дариуш Пипер) - бубњеви, перкусија (2000-2006)

### Помоћни чланови
- The Fall (Михал Shellshocked Стемпиењ) - бас, помоћни вокал (2012-данас)
- E.V.T. (Пиотр Ђемски) - соло гитара, помоћни вокал (2015-данас)
- Silencer (Лазарус) - соло гитара, помоћни вокал (2012-2015)

## Дискографија

### Студијски албуми
- Groza (2008)
- With Hearts Towards None (2012)
- Exercises in Futility (2015)
- Age of Excuse (2019)

### ЕП-ови
- Presence (2006)
- Mdłości (2006)
- Further Down the Nest (2007)

### Компилацијски албуми
- Mdłości + Further Down the Nest (2007)
- Presence / Power and Will (2013)

### Сплит-албуми
- Crushing the Holy Trinity (2005)